# Angus (raça bovina)
Angus é uma raça de bovinos, destinada à produção de carne de qualidade superior. Tem as suas origens no nordeste da Escócia, onde o seu aperfeiçoamento começou há cerca de duzentos anos.
É encontrada nas variedades Aberdeen Angus e Red Angus.
Hoje o Angus está sendo criado em quase todo o mundo, em quais se destacam: Argentina, Austrália, Brasil, Canadá, Estados Unidos, Europa e a Nova Zelândia.
Com grande qualidade, a sua utilização é estendida para cruzamentos, tanto com raças de corte como de produção leiteira.

## Características
A sua pelagem apresenta-se curta e de cor preta ou vermelha - além da característica de ser mocho.
É igualmente famoso pela sua robustez, o seu fácil manejo e adaptação às diversas condições atmosféricas e ambientais. Apresenta boa acumulação e distribuição de gordura na porção intermuscular, que garante a resistência em períodos sem chuvas.
É manso, apresenta precocidade, fertilidade e habilidade materna.
O angus possui tamanho médio (fêmea adulta: 125–140 cm / macho adulto: 135–150 cm).
O peso varia entre 550 a 700 kg de uma fêmea adulta e 900 a 1000 kg de um macho adulto, sendo o peso do filhote de cerca de 30 kg.
Apresenta e transmite facilidade de parto e reprodução - as vacas atingem a idade de reprodução com cerca de 15 meses.
Os bezerros chegam ao estado de abate com peso entre 340 e 400 kg com idade de cerca de um ano.